# Someday We'll Know
Someday We'll Know is een nummer van de Amerikaanse band New Radicals uit 1999. Het is de tweede single van hun enige album Maybe You've Been Brainwashed Too, en ook meteen de laatste single die de band uitbracht.
Het nummer is een ballad, waarin ik-figuur zich afvraagt waarom zijn relatie strandde. Hij concludeert dat hij ooit het antwoord op vraag zal vinden. "Someday We'll Know" werd lang niet zo'n grote hit als voorganger "You Get What You Give". Het wist bijvoorbeeld de Amerikaanse Billboard Hot 100 en de Vlaamse Ultratop 50 niet te halen, terwijl het in Nederland 6e positie behaalde in de Tipparade. Na het uitbrengen van het nummer gingen de New Radicals uit elkaar, en besloot frontman Gregg Alexander zich vooral toe te leggen op het schrijven van muziek voor andere artiesten.
Het nummer is later nog gecoverd door artiesten als Mandy Moore en Hall & Oates.